# Miloš Hájek
Miloš Hájek (Dětenice, 1921. május 12. – Prága, 2016. február 25.) cseh történész, politikus, az ellenállás tagja Csehszlovákia német megszállása (1938–1945) idején. Egyike volt a Charta ’77 aláíróinak, és 1988-ban a Charta ’77 mozgalom szóvivője lett.

## Pályafutása
1938-ban Csehszlovákia német megszállásakor későbbi feleségével, Alena Hájkovával csatlakozott az ellenálláshoz és más náciellenes csoportokhoz, hogy segítse a zsidók elrejtését és hamis igazolványokkal való ellátásukat. 1944. augusztusban a Gestapo letartóztatta, és 1945 márciusában halálra ítélték. A kivégzésére azonban nem került sor a prágai felkelésig illetve a német megszállás végéig. Tevékenységért 1995-ben a Világ Igaza címmel tüntették ki.
A háború után belépett a Csehszlovákia Kommunista Pártjába (KSČ), de a kommunista rendszer idején a párt vezetésének ellenzéke volt. Az 1960-as években történészként dolgozott. Az 1968-as prágai tavasz során eltávolodott a párttól, és csatlakozott a reformmmozgalomhoz. Az ország katonai megszállása után, 1970-ben kizárták a kommunista pártból. Elvesztette munkáját is, de második világháborús ellenállóként sikerült nyugdíjba vonulnia.
1977-ben egyike volt a Charta ’77 emberi jogi nyilatkozat aláíróinak, 1988–1989-ben pedig a Charta ’77 mozgalom szóvivője lett, 1990-ben pedig a szociáldemokrata párt tagja.

## Művei
- Od Mnichova k 15. březnu: Příspěvek k politickému vývoji českých zemí: za pomnichovské republiky. [Praha]: Státní nakladatelství politické literatury. 1959
- Jednotná fronta : K politické orientaci Komunistické internacionály v letech 1921-1935. Praha. 1969
- Sborník historických studií k šedesátinám Miloša Hájka. 1981
- Svět a Československo ve 20. století. Praha: Horizont, 1990 (társszerző Jarmila Ryšánková)
- Vznik Třetí internacionály. Praha: Nakladatelství Karolinum. 2000 (társszerző: Hana Mejdrová)
- Pamět české levice. Praha: Ústav pro soudobé dějiny AV ČR. 2011

## Fordítás
Ez a szócikk részben vagy egészben  a   Miloš Hájek című angol Wikipédia-szócikk ezen változatának fordításán alapul.  Az eredeti cikk szerkesztőit annak laptörténete sorolja fel. Ez a jelzés csupán a megfogalmazás eredetét és a szerzői jogokat jelzi, nem szolgál a cikkben szereplő információk forrásmegjelöléseként.